# Pierre-Maxime Schuhl
Pierre-Maxime Schuhl (Parigi, 28 giugno 1902 – 5 maggio 1984) è stato un filosofo francese.
Ha pubblicato più di 400 articoli relativi alla filosofia greca e agli eredi antichi e moderni di Socrate e Platone, occupandosi dei contatti fra il pensiero greco e quello ebraico. La Bibbia e i testi della tradizione ebraica sono citati fra i riferimenti accademici dei suoi scritti.

## Biografia
Nipote del rabbino capo di Francia Moïse Schuhl e del cappellano Justin Schuhl, nacque in una famiglia alsaziana originaria di Westhouse e di Strasburgo.
Nel 1921 si immatricolò all'École normale supérieure e, quattro anni dopo, ottenne l'abilitazione all'insegnamento universitario della filosofia. Dopo avere conseguito il dottorato nel 1934, iniziò la carriera di docente a Montpellier e fu nominato professore a Tolosa.
Durante la Seconda Guerra Mondiale fu arruolato nell'esercito e giunse al grado capitano di riserva in una divisione motorizzata, trascorrendo un periodo di prigionia a Colditz. Al termine del conflitto, fu nominato professore alla Sorbona e, nel 1962, preside del dipartimento di filosofia. Dal 1949 al 1952 ricoprì la carica di presidente della Società francese di studi ebraici. 
A partire dal 1952 diresse la Revue philosophique e la collana Bibliothèque de philosophie contemporaine, entrambe edite dalla Presses universitaires de France.
Partecipò al circolo di studi di Marais, diretto dal rabbino David Feuerwerker, che divenne successivamente capo della sinagoga di Chasseloup-Laubat.
Nel 1970 Schuhl fu nominato membro dell'Académie des sciences morales et politiques.

## Opere
- Platon et l'art de son temps (1933; 1952)
- Essai sur la formation de la pensée grecque, introduction historique à une étude de la philosophie platonicienne (1934; 1949), tesi di dottorato
- Machinisme et philosophie (1938; 1947)
- Étude sur la fabulation platonicienne, 1947
- Pour connaître la pensée de Lord Bacon, 1949
- Le Merveilleux, la pensée et l'action, Flammarion, Bibliothèque de philosophie scientifique (1952; 1969)
- Études platoniciennes, 1960
- Le Dominateur et les possibles, 1960
- Imaginer et réaliser, 1963
- Les Stoïciens, tomo I, 1997, Gallimard) ISBN 2070747131